# Лоскутов, Сергей Кузьмич
Сергей Кузьмич Лоскутов (1925 — 2009) — советский военачальник, подполковник. На 1945 год — гвардии сержант, разведчик отделения управления батареи  275-го гвардейского стрелкового полка, 91-й стрелковой дивизии, 39-й армии, 3-го Белорусского фронта. Полный кавалер ордена Славы.

## Биография
Родился 27 сентября 1925 года в деревне Басалаево, Марийской АССР в крестьянской семье.
С 1941 года после начала войны  учился в школе и одновременно работал в колхозе — был помощником бригадира тракторной бригады. В 1942 году окончил среднюю школу.
С 1943 года призван в ряды РККА и после окончания курсов наводчиков 18-го учебного стрелкового полка был направлен в действующую армию — заряжающий батарейного расчёта 275-го гвардейского стрелкового полка, 91-й стрелковой дивизии, 39-й армии, в составе дивизии участвовал в  Витебско-Оршанской наступательной операции.
В июле 1944 года  заряжающий батарейного расчёта 275-го гвардейского стрелкового полка гвардии сержант  С. К. Лоскутов под интенсивным огнем противника обеспечивал заряжание орудия, что позволило артиллерийскому расчёту в районе села Вепрей в Литве отразить все вражеские контратаки и  разбить три пулемётные точки и поджечь укрепление в котором укрылись гитлеровцы. За это 4 августа 1944 года Указом Президиума Верховного Совета СССР С. К. Лоскутов был награждён  Орденом Славы 3-й степени.
7 октября 1944 года гвардии сержант С. К. Лоскутов, вместе с пехотой отразил атаку противника у деревне Лабгры в Литве, уничтожив при этом более десяти солдат и три пулемёта. 8 октября 1944 года около деревне Кальникишкис  разбил два крупнокалиберных пулемёта, пушку и поразил свыше десяти гитлеровцев. При нападении группы солдат противника на огневую позицию батареи С. К. Лоскутов уничтожил из карабина три солдата противника.  26 ноября 1944 года Указом Президиума Верховного Совета СССР С. К. Лоскутов  был награждён  Орденом Славы 2-й степени.
15 апреля 1945 года разведчик отделения управления батареи 120-мм миномётов 275-го гвардейского стрелкового полка гвардии сержант С. К. Лоскутов в районе населённого пункта Гайдау в Восточной Пруссии (ныне - посёлок Прозорово в составе поселения Дивное Балтийского района Калининградской области) в числе первых ворвался в населённый  пункт и автоматной очередью поразил расчёт крупнокалиберного пулемёта, захватил вражеский пулемёт, огнём которого обеспечил продвижение нашему стрелковому подразделению.
17 апреля 1945 года в районе населённого пункта Гайдау (Восточная Пруссия), действуя с группой разведчиков захватил в плен 13 вражеских солдат. Награждён второй медалью «За отвагу».
29 июня 1945 года  Указом Президиума Верховного Совета СССР А. И. Лебёдкин  был награждён  Орденом Славы 1-й степени.
С 1945 года участник Советско-японской войны, в составе 91-й стрелковой дивизии участвовал в Хингано-Мукденской наступательной операции. После войны продолжил службу в Советской армии, в 1951 году в звании гвардии старшина был демобилизован. С 1951 года снова на военной службе в офицерском звании на политических должностях. В 1960 году уволен в запас по сокращению штатов в звании старшего лейтенанта. С 1960 по 1970 годы работал на Калининском вагоностроительном заводе. С 1970 по 1977 годы служил в системе МВД СССР на офицерских должностях. В 1977 году уволен на пенсию в звании подполковника.
Умер 9 июня 2009 года в городе Тверь.

## Награды
- Орден Славы I степени (1945)
- Орден Славы II степени (1944)
- Орден Славы III степени (1944)
- Орден Отечественной войны I степени (1985)
- Медаль За отвагу (1944, 1945)
- Медаль «За боевые заслуги»
- Медаль «За победу над Германией в Великой Отечественной войне 1941—1945 гг.»(09.05.1945)
- Медаль «За взятие Кёнигсберга» (09.06.1945)
- Медаль «За победу над Японией»(30.09.1945)

### Звания
- Почётный гражданин города Калинин (1966 — «за выдающиеся заслуги в деле гражданского и патриотического воспитания молодого поколения  и развитие общественно-патриотической работы»)

## Память
- 7 марта 2013 года одна из улиц города Твери названа в честь С. К. Лоскутова.